# Piłka nożna
Piłka nożna (futbol, ang. football, association football, soccer) – gra zespołowa, w której dwie drużyny starają się zdobyć w określonym czasie jak najwięcej goli poprzez wbicie piłki do bramki przeciwnika; najpopularniejsza dyscyplina sportowa z około 4 miliardami fanów na całym świecie.

## Wstęp
Od 1900 dyscyplina olimpijska. Na całym świecie w 2009 w rozgrywkach udział brało 265 milionów zawodników i zawodniczek oraz 5 milionów sędziów należących do 206 lokalnych związków zrzeszonych w FIFA. W meczach piłkarskich uczestniczą dwie rywalizujące ze sobą drużyny. Celem gry jest umieszczenie piłki w bramce przeciwnika. Zwycięża drużyna, która w regulaminowym czasie gry (dwie połowy po 45 minut każda w rozgrywkach seniorów) zdobędzie więcej bramek. Mecze piłkarskie odbywają się na prostokątnym, pokrytym murawą boisku. Rozmiary boiska to 45 do 90 m szerokości i od 90 do 120 m długości, lecz boisko nie może być kwadratowe. Od 14 marca 2008 każde nowe boisko powinno mieć 105 metrów długości i 68 metrów szerokości. Decyzję tę przyjął Komitet Wykonawczy FIFA na podstawie przepisów opracowanych przez IFAB instytucję odpowiedzialną za przepisy gry w piłkę nożną.
Drużyna piłkarska składa się z 11 zawodników (aby zespół został dopuszczony do meczu musi być ich co najmniej 7) i zazwyczaj 7 rezerwowych (w finałach mistrzostw świata i mistrzostw Europy – 12). Wśród graczy wyróżniamy bramkarza i graczy z pola: obrońców, pomocników i napastników. Podział graczy z pola na pozycje jest czysto umowny, w aktualnie stosowanych strategiach gry często następuje podczas meczu płynna wymiana między nimi. Bramkarz jest jedynym zawodnikiem, który może dotykać i łapać piłkę rękami w czasie gry, jednak zgodnie z przepisami może to mieć miejsce jedynie we własnym polu karnym. W przypadku rozmyślnego zagrania piłki ręką przez bramkarza poza własnym polem karnym, jego drużyna zostaje ukarana rzutem wolnym bezpośrednim (zobacz Wykroczenia i kary), tak samo jak w przypadku pozostałych zawodników. Wbrew powszechnie panującej opinii, ukaranie bramkarza za rozmyślne zagranie piłki ręką w czasie gry poza własnym polem karnym karą indywidualną w postaci żółtej lub czerwonej kartki, może mieć miejsce jedynie w ściśle określonych w przepisach gry sytuacjach. Bramkarzowi nie wolno zagrywać piłki ręką po podaniu jej do niego przez współpartnera z wrzutu oraz po podaniu od współpartnera nogą, jednak jeśli intencją zawodnika z drużyny nie było podanie piłki do bramkarza, a wynikło to z przypadku, w takiej sytuacji bramkarz może zagrywać ręką, nieważne, którą częścią ciała zagrał współpartner.
Typowa gra piłkarska polega na utrzymywaniu się w posiadaniu piłki tak, aby nie weszła ona w posiadanie przeciwnika, na podaniach piłki nogą lub głową (nie ręką) do partnera z zespołu, a następnie kopnięciu jej do bramki przeciwnika. Kontakt fizyczny między graczami zasadniczo jest niedozwolony. Zawodnicy, którzy nie są w posiadaniu piłki, starają się przemieszczać po boisku, próbując znaleźć się w pozycjach ułatwiających wymianę piłki pomiędzy graczami swojego zespołu, a jednocześnie utrudniających grę przeciwnikowi.
Piłka nożna jest jedną z szybciej prowadzonych gier. Piłka jest poza grą po opuszczeniu przez nią całym obwodem boiska lub po przerwaniu gry gwizdkiem przez sędziego. Warto przy tym zauważyć, że inaczej niż np. w piłce ręcznej zegar nie jest zatrzymywany, a czas spotkania dalej płynie. Piłka jest wprowadzana do gry w sposób ściśle określony w przepisach gry, który zależy od powodu, dla którego znalazła się poza grą.

## Historia

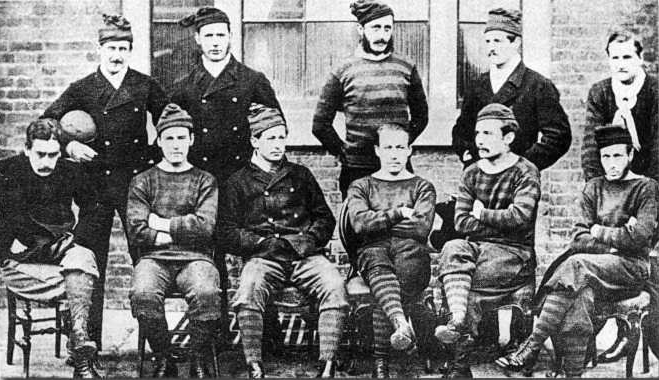
Drużyna Royal Engineers, która zagrała w finale FA Cup w 1872, pierwszej edycji tych rozgrywek.

Początków tej dyscypliny, jak i innych odmian futbolu, można doszukiwać się w występujących w różnych cywilizacjach grach z piłką. Najstarsze wzmianki o zabawach i grach przypominających grę w piłkę pochodzą ze starożytnych Chin, Japonii, Grecji i Rzymu (harpastum). Na Wyspach Brytyjskich zwyczaj ten jest nieznanego pochodzenia. Mógł dotrzeć z Celtami, Rzymianami, Duńczykami, czy Normanami. Można prześledzić niesłabnącą popularność futbolu ludowego od najstarszej znanej notatki sporządzonej między 1174 a 1183. Pochodzenie angielskiej nazwy sportu – ‘football’ – również nie jest wyjaśnione. Do dziś tradycyjny futbol ludowy przetrwał w niektórych miejscowościach Zjednoczonego Królestwa, jak np. Royal Shrovetide Football.
Określenie „soccer” nie jest słowem rdzennie amerykańskim, a wywodzi się z brytyjskiego angielskiego i jest slangowym skrótem pełnej nazwy piłki nożnej: „association football”. Jest ono używane w licznych krajach angielskojęzycznych, gdzie dominuje inny rodzaj futbolu, np. futbol amerykański, czy futbol australijski.

### Współczesne początki piłki nożnej[10][11][12]
W XIX wieku Wielka Brytania była centrum rewolucji przemysłowej, co doprowadziło do znaczących zmian cywilizacyjnych. Granie w piłkę przenoszono z miast na podmiejskie łąki, doprowadzono do spisania pierwszych reguł. Prym wiodły szkoły publiczne, które uznały, że gry ruchowe mogą pozytywnie wpłynąć na rozwój i dyscyplinę młodzieży. Powstanie kolei sprawiło, że szkoły mogły dużo łatwiej rywalizować ze sobą. Problemem był jednak brak wspólnych zasad gry. Reguły – zazwyczaj nieliczne – ustalano tuż przed meczem. Najstarsze znane zasady gry spisano w 1845 w Rugby School w środkowej Anglii.
Kluczowe dla rozwoju piłki nożnej okazały się reguły spisane w Cambridge w 1848 i w Sheffield w 1857. Od tego momentu można mówić o stopniowym oddzielaniu się piłki nożnej od rugby. Wówczas narastał też konflikt między zwolennikami i przeciwnikami grania ręką.
Reguły Cambridge spisano po spotkaniu 12 klubów. Wyróżniały się tym, że ograniczały możliwość trzymania piłki w ręku i faworyzowały jej kopanie. Reguły Cambridge nie zostały szeroko przyjęte w Anglii, ale stały się podstawą dla pierwszych zasad The Football Association w 1863.
Północnoangielski Sheffield Football Club założony w 1857 spisał w tym samym roku własne reguły, które miały znacząco wpłynąć na rozwój gry. W tym robotniczym regionie szkoły miały mniejszy wpływ na grę. Innowacje wprowadzone w Sheffield odcisnęły w ciągu kolejnych dwudziestu lat znaczące piętno na południowoangielskiej odmianie FA. Zasady wyróżniały się brakiem przepisu spalonego.
We wczesnych latach 60. XIX wieku dążenie do ujednolicenia reguł było na tyle duże, że 26 października 1863 udało się powołać 11 londyńskim klubom The Football Association – pierwszą organizację zarządzającą rozgrywkami piłkarskimi. Konflikt dotyczący szarżowania i gry rękoma doprowadził do powołania w 1871 the Rugby Football Union. Drogi rugby i piłki nożnej się rozeszły.

### Dalszy rozwój gry
Pierwotna piłka nożna przypominała bardziej rugby. Identyczna zasada spalonego uniemożliwiała grę do przodu, stąd pod bramkę rywala przemieszczano się albo dryblując, albo za pomocą młyna. Na taktykę znacząco wpłynęli Szkoci, rozwijając grę podaniami.
Liczne zmiany w przepisach również wpływały na grę. Wycofanie zagrania rąk doprowadziło do rozwoju gry głową. W ciągu kolejnego dziesięciolecia FA zaadaptowała liczne zasady z Sheffield, jak rzut wolny, rzut rożny, rzut z autu, czy poprzeczkę. Ostatecznie oba związki połączyły się w 1877.
Kolejne zmiany dotyczyły rzutu karnego, sędziów, bramkarza, pola karnego (wprowadzonego w 1902), kartek (od 1970), czy przeprowadzania zmian (dopuszczonych po raz pierwszy w 1958). Przeprowadzano także modyfikacje wcześniejszych przepisów oraz dwukrotnie (w 1938 i 1997) nastąpiło uwspółcześnienie tekstu zasad. Do zarządzania regułami gry powołano w 1886 Międzynarodową Radę Piłkarską (IFAB – International Football Association Board).
Anglicy przebywający za granicami swojego kraju sprowokowali jej rozprzestrzenianie się na całym świecie. Dzięki łatwym podstawowym zasadom piłka nożna w krótkim czasie była znana na wszystkich kontynentach. Duże znaczenie dla rozwoju dyscypliny miało powołanie Międzynarodowej Federacji Piłki Nożnej (FIFA) w Paryżu w 1904, która od 1913 należy do IFAB, a od 1930 organizuje mistrzostwa świata.

## Współczesne zasady gry

### Zasady ogólne

Piłka do gry w piłkę nożną

Mecze rozgrywane są na polu gry wyznaczonym w postaci prostokąta o szerokości od 45 do 90 m i długości od 90 do 120 m (przy jednoczesnym zastrzeżeniu, że boisko nie może być kwadratem, dla meczów międzynarodowych od marca 2008 FIFA ustanowiła wymiary boisk 105x68). Dwie krótsze linie nazywają się liniami końcowymi przy czym odcinek między słupkami – linią bramkową, natomiast dwie dłuższe – liniami bocznymi. Po przeciwległych stronach pola gry, na środku linii bramkowych, ustawione są bramki o szerokości między wewnętrznymi krawędziami słupków 7,32 m (8 yd) i wysokości dolnej krawędzi poprzeczki od podłoża 2,44 m (8 ft). Zawody są rozgrywane piłką, która powinna mieć obwód nie mniejszy niż 68 cm i nie większy niż 70 cm, a jej masa powinna wynosić od 410 do 450 g (16 oz). Przy rozpoczęciu zawodów ciśnienie powietrza we wnętrzu piłki musi wynosić od 0,6 do 1,1 atmosfery.

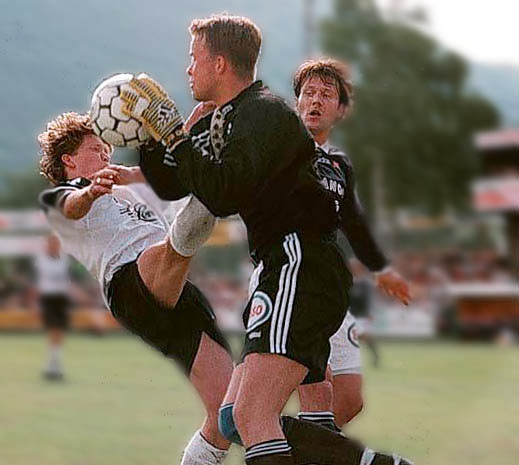
Interwencja bramkarza

Pełny skład drużyny liczy 11 zawodników, w tym bramkarz. Drużyna może również wyznaczyć maksymalnie do 7 zawodników rezerwowych (w rozgrywkach międzynarodowych rangi mistrzowskiej do 12). Personalia wszystkich zawodników muszą być wpisane do sprawozdania sędziowskiego, które musi być dostarczone do sędziego przed rozpoczęciem zawodów. W trakcie spotkania drużyna może dokonywać wymian zawodników, których liczba zależy od regulaminu danych rozgrywek. Zawodnik wymieniony zazwyczaj nie może znaleźć się ponownie na placu gry.
Zawodnicy jednej drużyny (poza bramkarzem) noszą w trakcie zawodów taki sam ubiór, który odróżnia ich od zawodników drużyny przeciwnej. Obowiązkowy ubiór zawodnika składa się z koszulki, spodenek, getrów piłkarskich oraz butów. Każdy zawodnik musi posiadać również ochraniacze goleni, które muszą być całkowicie przykryte getrami. Koszulka musi posiadać rękawy i stanowić odrębną część ubioru od spodenek (niedozwolone jest używanie przez drużyny strojów jednoczęściowych). Koszulka musi mieć na plecach numer w kolorze kontrastującym z kolorem koszulki, natomiast inne elementy dekoracyjne (emblematy, loga klubów i sponsorów, nazwiska piłkarzy) są regulowane odrębnymi zapisami w regulaminach danych rozgrywek.
Piłkę w czasie gry można uderzać głową, nogą, przyjmować na klatkę piersiową itp., nie wolno jedynie rozmyślnie zagrywać jej rękami. Zakaz ten nie dotyczy bramkarza zagrywającego piłkę znajdującą się w obrębie własnego pola karnego, poza sytuacją rozmyślnego podania od pasa w dół do bramkarza przez współpartnera lub podania piłki do bramkarza z wrzutu. Rozmyślne dotknięcie piłki ręką jest karane rzutem wolnym bezpośrednim dla drużyny przeciwnej (lub rzutem karnym, jeśli piłkę ręką zagrał zawodnik z pola we własnym polu karnym). W zależności od sytuacji, sędzia może również ukarać zawodnika, który przewinił karą indywidualną w postaci żółtej lub czerwonej kartki.

### Wykroczenia i kary

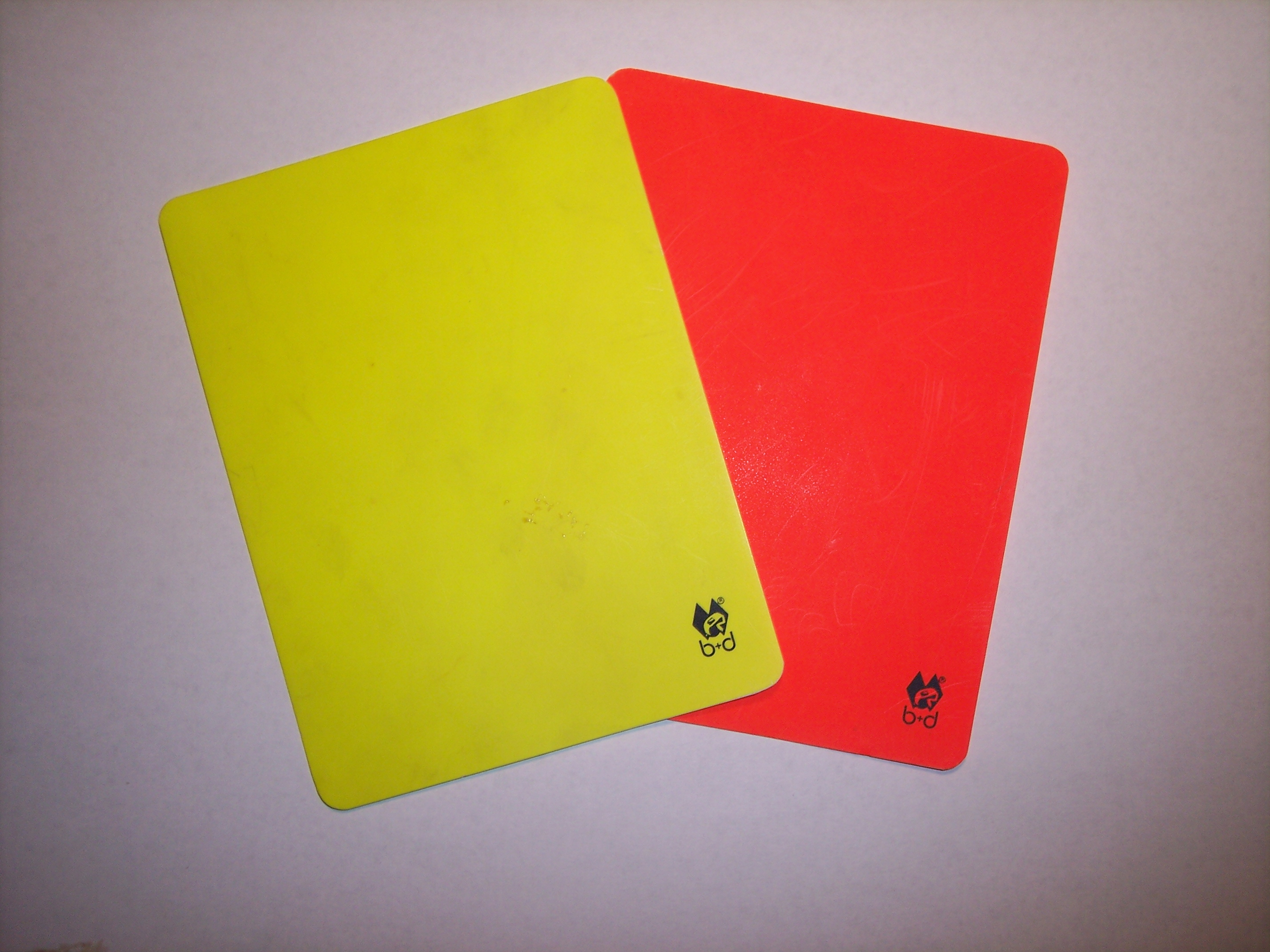
Żółta i czerwona kartka

Przepisy gry w piłkę nożną definiują szereg przewinień, za które drużyna zawodnika może być ukarana rzutem wolnym lub rzutem karnym. Rzuty wolne dzielą się na rzuty wolne bezpośrednie i pośrednie. Rzut wolny bezpośredni może być przyznany przeciwko drużynie, której zawodnik dopuszcza się w czasie gry i na polu gry jednego z następujących przewinień: kopie lub usiłuje kopnąć przeciwnika, podstawia bądź próbuje podstawić nogę przeciwnikowi, skacze na przeciwnika, nieprawidłowo atakuje przeciwnika ciałem, uderza lub usiłuje uderzyć przeciwnika, popycha przeciwnika, atakuje przeciwnika nogami, trzyma przeciwnika, pluje na przeciwnika, atakuje sędziego lub rozmyślnie dotyka piłki ręką. Jeżeli któreś z tych przewinień zostaje dokonane w obrębie pola karnego drużyny zawodnika – sędzia przyznaje drużynie przeciwnej rzut karny. Z rzutu wolnego bezpośredniego bramka może zostać zdobyta bezpośrednio, ale tylko na drużynie przeciwnej. W przypadku wykonania rzutu wolnego w kierunku własnej bramki (ale spoza własnego pola karnego), jeżeli piłka niedotknięta przez żadnego zawodnika przekroczy całym obwodem linię bramkową pomiędzy słupkami i pod poprzeczką, sędzia przyzna rzut rożny dla drużyny przeciwnej. Jeżeli w powyższej sytuacji rzut wolny bezpośredni będzie wykonywany z własnego pola karnego – sędzia nakaże powtórzyć jego wykonanie – wynika to z faktu, że piłka nie jest w grze, dopóki nie zostanie kopnięta bezpośrednio poza własne pole karne w obrębie pola gry. Rzut wolny pośredni może zostać przyznany jeżeli: bramkarz przez czas dłuższy niż 6 sekund kontroluje piłkę we własnych rękach i nie pozbędzie się jej, bramkarz dotknie piłki rękami (we własnym polu karnym) po raz drugi po tym, jak wypuścił ją z rąk, a nie została dotknięta przez innego zawodnika, bramkarz rozmyślnie dotknie piłki ręką we własnym polu karnym po rozmyślnym podaniu jej nogą (poniżej kolana) od współpartnera, bramkarz rozmyślnie dotknie piłki rękoma we własnym polu karnym po otrzymaniu jej bezpośrednio z wrzutu od współpartnera, zawodnik gra w sposób niebezpieczny (np. atakuje piłkę nogą wyprostowaną do przodu, atakuje piłkę nogą podniesioną powyżej biodra przeciwnika będącego w jego zasięgu, atakuje piłkę głową poniżej biodra przeciwnika będącego w jego zasięgu itp.), zawodnik przeszkadza bramkarzowi drużyny przeciwnej w zwolnieniu piłki z rąk, zawodnik popełnia inne przewinienie, niewymienione w przepisach gry w piłkę nożną, z którego powodu sędzia przerwał grę w celu udzielenia zawodnikowi kary indywidualnej. Rzut wolny pośredni jest również przyznawany drużynie przeciwnej, jeżeli zawodnik w czasie gry i na polu gry kopie lub usiłuje kopnąć współpartnera, uderza lub usiłuje uderzyć współpartnera, wchodzi na pole gry bez zgody sędziego i wpływa na grę lub jest winny niesportowego zachowania. Z rzutu wolnego pośredniego nie można zdobyć bramki bezpośrednim strzałem. Jeżeli piłka po wykonaniu rzutu wolnego pośredniego wpadnie bezpośrednio do bramki przeciwnika – sędzia przyzna rzut od bramki, natomiast jeżeli wpadnie do bramki wykonawcy – zasada jest identyczna jak przy wykonywaniu rzutu wolnego bezpośredniego.
Sędzia nie ma obowiązku natychmiastowego przerywania gry w przypadku popełnienia przewinienia – ma prawo do zastosowania przywileju korzyści – w takiej sytuacji jeżeli korzyść zostanie zrealizowana – sędzia nie wraca do dyktowania rzutu wolnego, a kontynuuje grę. W przypadku, kiedy dwóch zawodników przeciwnych drużyn popełnia identyczne przewinienie w tym samym czasie, w czasie gry, lub kiedy zawodnik popełnia przewinienie w czasie gry, ale poza polem gry – sędzia przerywa grę, która będzie wznowiona rzutem sędziowskim.
Sędzia niezależnie od kar zespołowych, może również udzielić konkretnemu zawodnikowi lub zawodnikom kary indywidualnej w postaci napomnienia (żółta kartka) lub wykluczenia z gry (czerwona kartka, która jest też efektem 2 żółtych kartek w jednym meczu). Karami indywidualnymi mogą zostać ukarani również zawodnicy rezerwowi oraz zawodnicy wymienieni, nie mogą zostać jednak ukarane osoby towarzyszące drużynom, uprawnione do przebywania w strefie technicznej – sędzia ma prawo pozbawić tych osób przywileju przebywania w strefie technicznej, nie może jednak pokazać kartki. Karę napomnienia otrzymuje zawodnik, który: jest winny niesportowego zachowania, słownie lub czynnie okazuje niezadowolenie, uporczywie narusza przepisy gry, opóźnia wznowienie gry, nie zachowuje wymaganej odległości podczas wykonywania rzutu wolnego, rzutu z rogu lub wrzutu, wchodzi lub powraca na pole gry bez zgody sędziego, rozmyślnie opuszcza pole gry bez zgody sędziego. Karę napomnienia sędzia udziela również zawodnikowi, który przerywa w niedozwolony sposób korzystnie rozwijającą się akcję przeciwników (faul taktyczny). Kary wykluczenia z gry sędzia udziela zawodnikowi który: popełnia poważny, rażący (brutalny) faul, zachowuje się gwałtownie, agresywnie, pluje na przeciwnika lub inną osobę, pozbawia drużynę przeciwną bramki lub realnej szansy na zdobycie bramki, używa ordynarnego, obelżywego języka i/lub gestów, otrzymuje drugie napomnienie w tych samych zawodach. Kary indywidualnej sędzia udziela, pokazując kartkę w odpowiednim kolorze w ręce uniesionej do góry.

### Stałe fragmenty gry

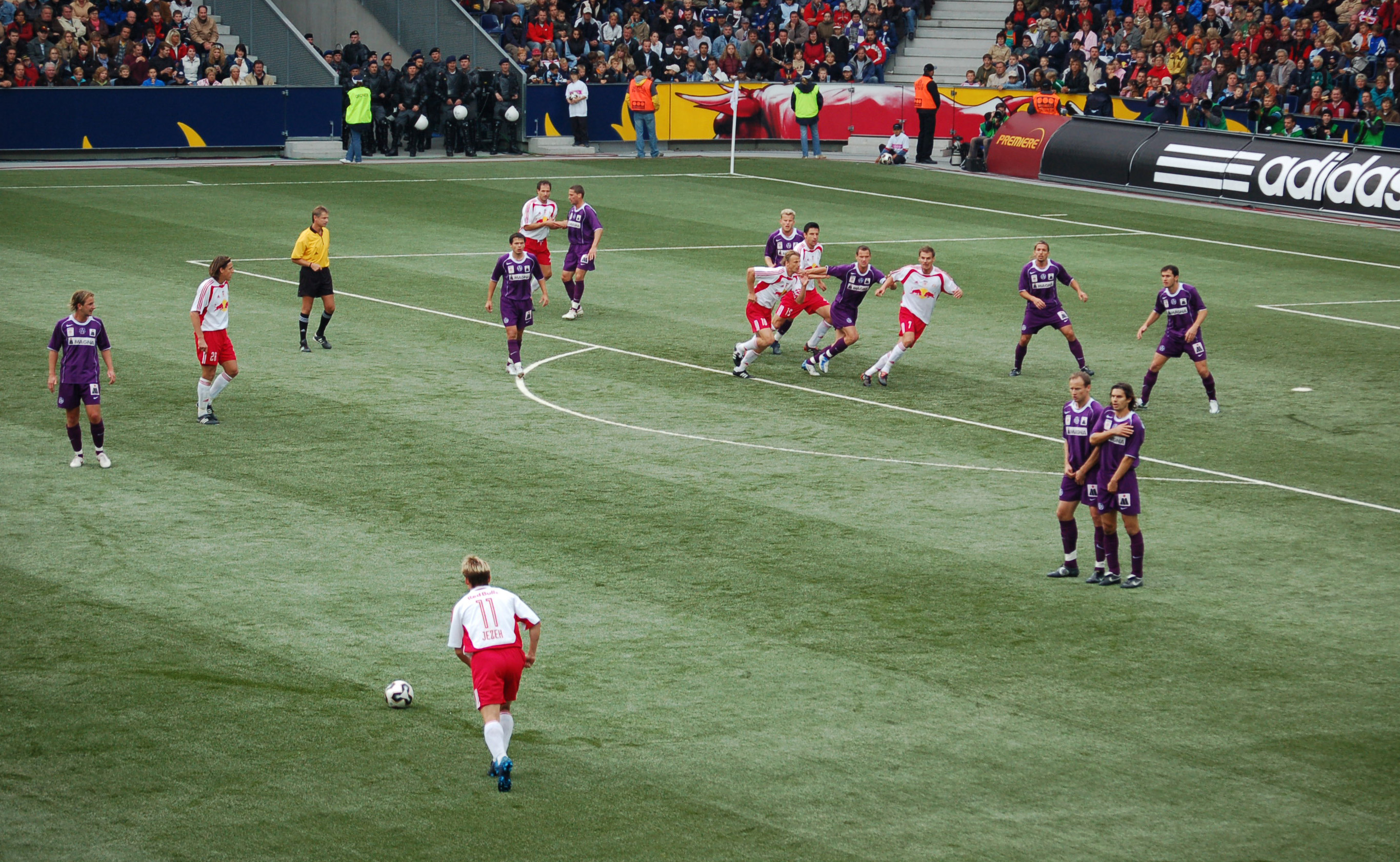
Wykonanie rzutu wolnego

Jeśli piłka po uderzeniu, podaniu lub odbiciu przekroczy całym obwodem linię boczną, sędzia wskazuje wrzut. Wznowienie gry następuje przez wrzut piłki rękoma, zza i znad głowy bez odrywania nóg od podłoża z miejsca, w którym piłka opuściła pole gry, przez zawodnika drużyny przeciwnej. Gdy piłka opuści boisko poprzez linię bramkową (ale poza bramką), grę rozpoczyna się rzutem z rogu lub rzutem od bramki, w zależności od tego, który zawodnik ostatni dotknął piłki. Rzut rożny wykonywany jest przez drużynę atakującą, jeżeli ostatnim zawodnikiem, który dotknął piłki, jest zawodnik broniący; w przeciwnej sytuacji wykonywany jest rzut od bramki. Rzut rożny wykonywany jest z pola rożnego i obowiązują przy jego wykonaniu takie same zasady jak przy wykonywaniu rzutu wolnego bezpośredniego. Rzut od bramki wykonywany jest z dowolnego miejsca pola bramkowego wykonawcy, przy czym piłka po zagraniu musi niedotknięta przez nikogo opuścić pole karne w obrębie boiska.
Po faulu w obrębie pola karnego sędzia dyktuje rzut karny. Rzut karny wykonywany jest z punktu karnego, który znajduje się w odległości 11 m od linii bramkowej oraz w równej odległości od słupków bramkowych. W czasie wykonywania rzutu karnego w polu karnym do momentu wprowadzenia piłki do gry może znajdować się tylko zawodnik wykonujący rzut karny oraz bramkarz, któremu nie wolno opuszczać linii bramkowej (ani skakać na niej obiema nogami). Rzut karny może być również rozegrany pomiędzy dwoma zawodnikami z drużyny, jednak po podaniu piłka musi potoczyć się do przodu, w kierunku bramki przeciwnika, a zawodnik, do którego podanie jest adresowane, do momentu zagrania piłki musi znajdować się poza polem karnym oraz w odległości 9 m 15 cm od punktu karnego i w odległości większej niż 11 m od linii bramkowej. Dozwolone jest dobijanie strzałów przez wszystkich zawodników. Strzelec rzutu karnego może dobijać, ale tylko jeżeli piłka zostanie rozegrana z innym zawodnikiem (najczęściej bramkarzem drużyny przeciwnej lub obrońcą). Jeżeli piłka po strzale zostanie odbita od słupka i nie dotknie jej żaden inny zawodnik, strzelec nie może ponownie zagrać piłki (a jeżeli dotknie – zostanie podyktowany rzut wolny pośredni dla drużyny przeciwnej). Wykonanie rzutu karnego powinno być płynne, niedozwolone jest markowanie strzału. W przypadku nieprawidłowości sędzia powtarza wykonanie rzutu karnego.

### Pozycja spalona

Spalony

Zawodnik drużyny atakującej znajduje się na pozycji spalonej, gdy jest na połowie przeciwnika i w momencie podania do niego piłki ma przed sobą mniej niż dwóch graczy drużyny przeciwnej.
W szczególności wynika z tego, że na spalonym nie jest piłkarz, który jest za linią obrony, ale nie przekroczył linii połowy boiska. Spalony nie obowiązuje również podczas wyrzutu z autu oraz w sytuacji, gdy potencjalnie „spalony” zawodnik w momencie podania kieruje się spokojnym krokiem w stronę własnej połowy (tzn. ewidentnie rezygnuje z podejmowania akcji ofensywnej). W przypadku spalonego sędzia najczęściej kieruje się wskazaniem bocznych arbitrów i – w przypadku odnotowania pozycji spalonej – dyktuje rzut wolny pośredni dla drużyny przeciwnej.

### Przywileje korzyści
Zasadą, którą często kierują się sędziowie, jest zasada korzyści. Oznacza ona rezygnację z odgwizdania, jeśli drużyna pokrzywdzona jest w korzystnej sytuacji. Przykładowo: jeśli podczas wykonywania rzutu wolnego mur wbiegnie w strefę 9,15 m od piłki, a mimo to padnie gol, to sędzia nie nakaże powtórzenia rzutu wolnego. Podobnie będzie, gdy nastąpi faul na kartkę, lecz sędzia zdecyduje pokazać ją po zakończeniu akcji, gdyż pokrzywdzona drużyna pomimo faulu jest w posiadaniu piłki; lub gdy bramkarz sfauluje napastnika, a ten strzeli bramkę – zostanie ona uznana; gdy obrońca dotknie piłki ręką, a mimo to drużyna atakująca po chwili strzeli bramkę – również zostaje ona uznana.

### Czas trwania i wyłanianie zwycięzcy
Czas gry wynosi zazwyczaj 90 minut (dwie połowy, każda po 45 minut). Przerwa między połowami wynosi 15 minut. Sędzia może przedłużyć każdą połowę meczu stosownie do przerw w grze. Po upływie doliczonego czasu gry zwycięzcą jest ta drużyna, która zdobyła więcej bramek. W przypadku rozgrywania meczów systemem ligowym, za wygraną zwycięzca zdobywa 3 punkty (w niektórych ligach 2 punkty), przegrany nie zdobywa żadnego. Remis natomiast obu drużynom daje po jednym punkcie. W systemie ligowym drużyny grają ze sobą każdy z każdym po dwa razy, jednak np. w lidze austriackiej i szkockiej drużyny rozgrywają między sobą po 4 pojedynki.
W przypadku, gdy mecze rozgrywane są turniejowym systemem dwumeczów, pierwszy mecz zawsze kończy się po drugiej połowie. Zwycięzcą dwumeczu zostaje ta drużyna, która w dwóch meczach zdobędzie więcej goli. Jeśli okaże się, że obie drużyny zdobyły ich tyle samo, odbywa się dogrywka.
Jeśli w przepisowym czasie gry drużyny osiągną wynik remisowy, a konieczne jest wyłonienie zwycięzcy (co ma miejsce w przypadku spotkań rozgrywanych systemem turniejowym bez rewanżów), ma wówczas miejsce trzydziestominutowa dogrywka – 2 połowy po 15 minut. W większości rozgrywek na szczeblu międzypaństwowym obowiązywała do niedawna zasada „złotej bramki” (golden goal), polegająca na tym, że po strzeleniu bramki w dogrywce mecz się kończy, a zwycięzcą zostaje drużyna, którą ją zdobyła. Później na jej miejsce wprowadzono zasadę „srebrnej bramki” (silver goal), polegającej na tym, że zwycięzcą zostaje drużyna, która prowadzi po pierwszej połowie dogrywki. Obecnie odchodzi się od tych zasad na rzecz pełnowymiarowej dogrywki.
Jeśli dogrywka nie przyniesie rozstrzygnięcia, wówczas zawodnicy obu drużyn wykonują serię rzutów karnych (po 5 rzutów karnych, każda dla każdej drużyny), a gdy i po nich nie ma zwycięzcy, wykonuje się na przemian po jednym rzucie karnym aż do osiągnięcia zwycięstwa. W serii rzutów karnych piłkarze na przemian wykonują rzuty karne z przepisowej odległości. Żaden gracz nie może oddać więcej niż jednego strzału, chyba że wszyscy pozostali gracze drużyny oddali już strzał w serii rzutów karnych. Gola uznaje się, gdy piłka wpadnie do bramki bezpośrednio, po odbiciu od słupka, poprzeczki lub od bramkarza. Nie uznaje się tzw. „dobitek”.
W niektórych systemach rozgrywek, jeśli dogrywka nie wyłoniła zwycięzcy, nie przewidywano serii rzutów karnych lub ograniczano ich liczbę. W takich przypadkach, jeśli wciąż nie było możliwe wskazanie zwycięzcy – sędzia rozstrzygał wynik, wykonując rzut monetą.

### Sędziowie

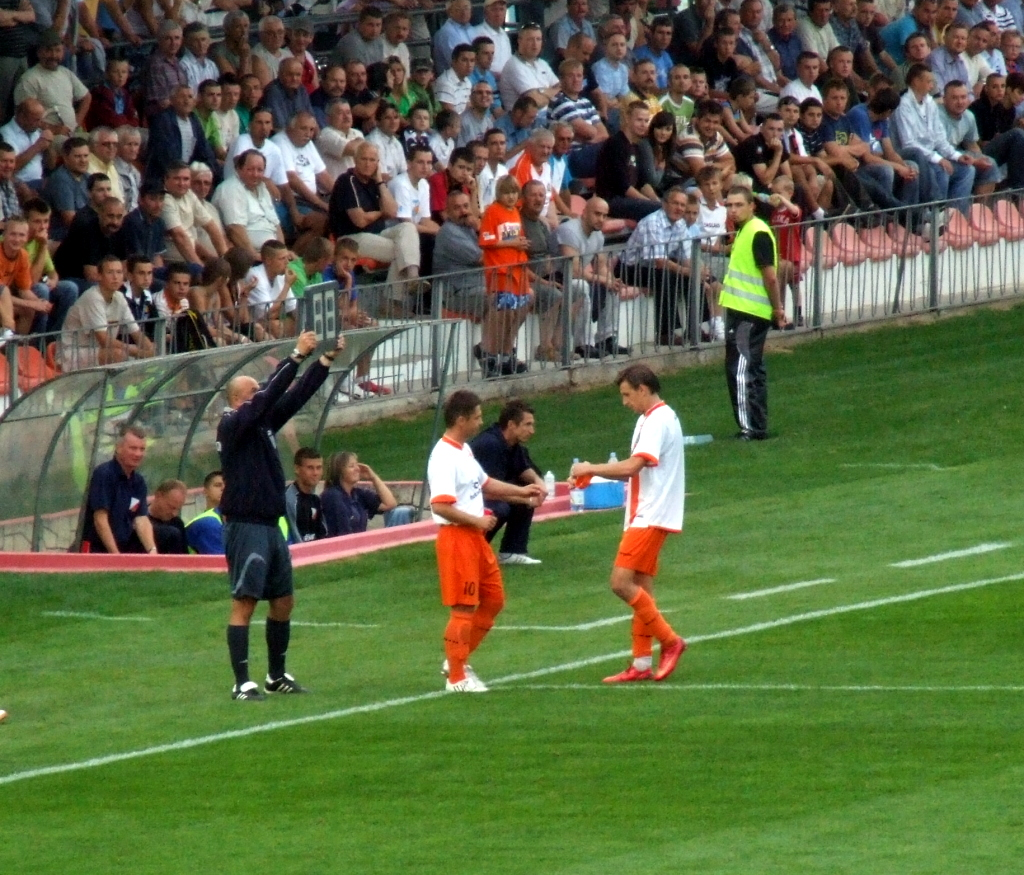
Sędzia techniczny sygnalizujący zmianę

Zawody prowadzi zespół sędziów: sędzia główny (biegający po boisku), dwaj sędziowie asystenci (biegający poza boiskiem wzdłuż linii bocznych) oraz sędzia techniczny (sygnalizuje zmiany i czas przedłużenia gry). W przypadku braku sędziego technicznego (np. na niższych szczeblach rozgrywkowych) zmiany sygnalizowane są przez jednego z sędziów liniowych, przez uniesienie oburącz chorągiewki. Decyzje sędziego głównego są nieodwołalne. Jedynie sędzia główny podejmuje decyzje. Sędziowie boczni są jedynie pomocnikami, których sugestiami arbiter główny powinien, lecz nie musi się sugerować. Przyjmuje się, że sędzia jest „powietrzem”. Znaczy to, że w momencie gdy piłka odbije się od sędziego i przeszkodzi, lub pomoże jednemu z zespołów przeprowadzić skuteczną akcję, gra jest kontynuowana. Dzieje się tak również w przypadku zderzenia sędziego z jednym z graczy, co mogłoby mieć wpływ na przebieg gry. Sędziowie muszą być niezależni, tzn. w meczach międzypaństwowych nie mogą pochodzić z krajów, których drużyny uczestniczą w spotkaniu. Dopuszczalne są zmiany sędziów w trakcie rozgrywek (np. z powodu kontuzji arbitra głównego). Obecnie wykorzystuje się również dwóch sędziów ustawionych za bramkami. UEFA wykorzystała to rozwiązanie po raz pierwszy w trakcie EURO 2012. Funkcja „sędziego bramkowego” wykorzystywana jest obecnie m.in. w czasie rozgrywek Ligi Mistrzów. W niektórych ligach europejskich sędzia bramkowy występuje równocześnie z technologią goal-line, co ma dodatkowo gwarantować klarowność sytuacji spornych w polu karnym.

## Rodzaje rozgrywek

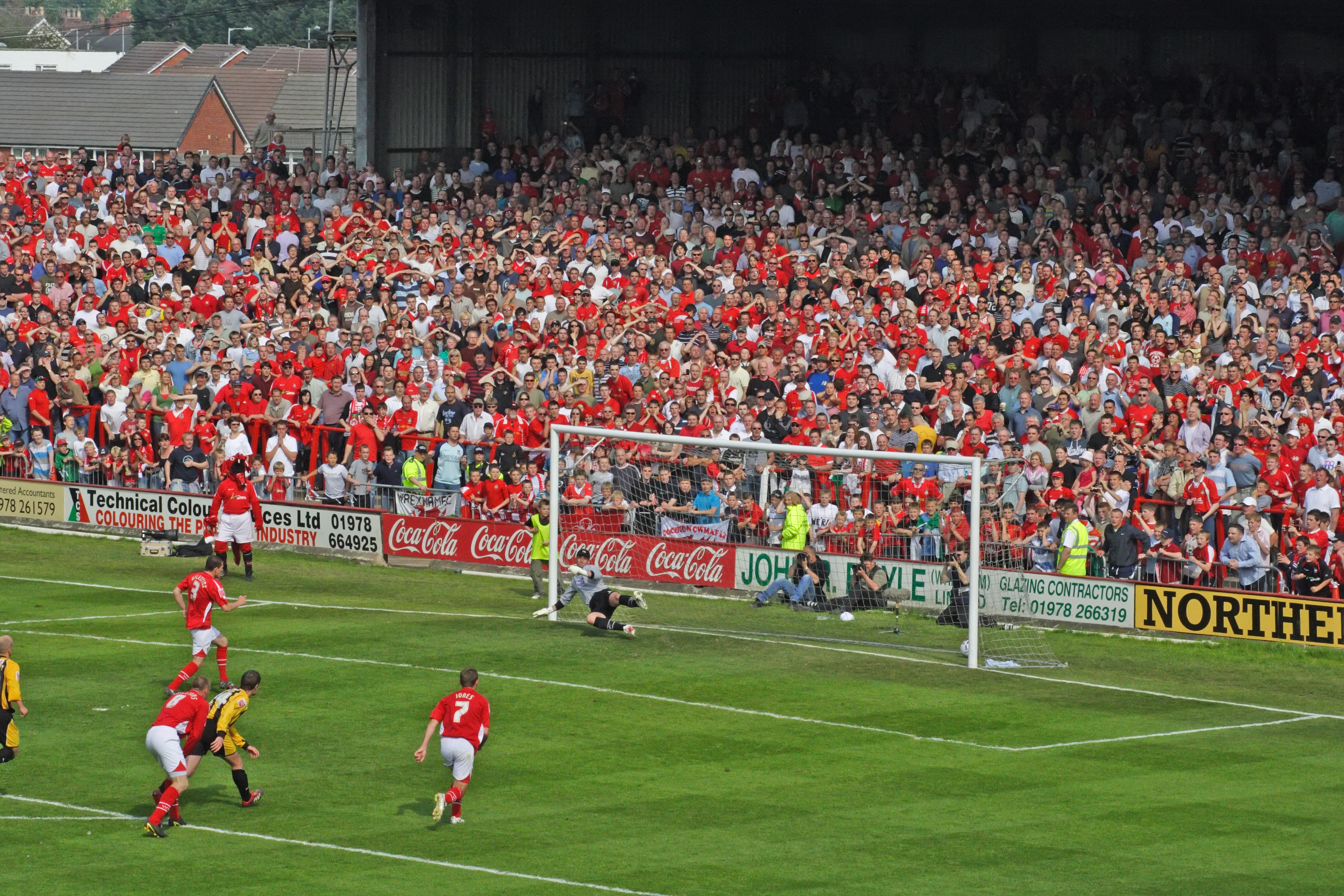
Mecz piłki nożnej – zdobycie gola

Piłka nożna jest od wielu lat najpopularniejszą dyscypliną sportową w wielu krajach i ma najbardziej rozbudowane rozgrywki w skali świata. Zasadniczo zawody odbywają się w dwóch systemach: ligowym (tzw. każdy z każdym) oraz pucharowym. Ten pierwszy polega na rozegraniu przez każdą parę zespołów określonej w regulaminie liczby meczów (najczęściej 2) w sezonie i wyłonieniu zwycięzcy (za wygraną przyznaje się przeważnie 3 punkty, kiedyś 2), za remis rywale dostają po 1 punkcie, zaś za porażkę 0 punktów. Zwycięża zespół, który uzyska najwięcej punktów, a w dalszej kolejności decydują mecze bezpośrednie, następnie bilans bramek, a na końcu liczba strzelonych bramek. W systemie pucharowym rozgrywa się mecze tylko między rozlosowanymi w pary zespołami, przy czym do dalszej rundy przechodzi (awansuje) zespół, który okaże się lepszy w bezpośredniej rywalizacji.
Istnieją również systemy mieszane. Na przykład podczas mistrzostw świata I faza turnieju rozgrywana jest w grupach, w każdej z nich systemem ligowym („każdy z każdym”), natomiast począwszy od II fazy (od 1/8 finału aż do finału) drużyny grają między sobą systemem pucharowym.

## Piłka nożna na świecie

Podział państw członkowskich FIFA na konfederacje

Międzynarodową Federacją Piłki Nożnej jest FIFA. Należy do niej 209 narodowych federacji piłki nożnej. FIFA organizuje światowe rozgrywki piłkarskie (turnieje olimpijskie, mistrzostwa świata kobiet i mężczyzn oraz grup młodzieżowych itp.) oraz ustala przepisy gry w piłkę nożną. Jest także nadrzędną organizacją wobec federacji regionalnych:
- AFC – Azja
- CAF – Afryka
- CONMEBOL – Ameryka Południowa
- CONCACAF – Ameryka Północna, Środkowa i Karaiby
- OFC – Oceania
- UEFA – Europa

| Mistrzowie świata i kontynentów w piłce nożnej | Mistrzowie świata i kontynentów w piłce nożnej | Mistrzowie świata i kontynentów w piłce nożnej | Mistrzowie świata i kontynentów w piłce nożnej | Mistrzowie świata i kontynentów w piłce nożnej | Mistrzowie świata i kontynentów w piłce nożnej | Mistrzowie świata i kontynentów w piłce nożnej | Mistrzowie świata i kontynentów w piłce nożnej |
| ---------------------------------------------- | ---------------------------------------------- | ---------------------------------------------- | ---------------------------------------------- | ---------------------------------------------- | ---------------------------------------------- | ---------------------------------------------- | ---------------------------------------------- |
|                                                | Mistrzostwa świata                             | Mistrzostwa Europy                             | Copa América Ameryka Płd.                      | Złoty Puchar Ameryka Płn.                      | Puchar Azji Azja                               | PNA Afryka                                     | PNO Oceania                                    |
| 2024                                           |                                                | Hiszpania                                      | Argentyna                                      |                                                |                                                |                                                | Nowa Zelandia                                  |
| 2023                                           |                                                |                                                |                                                | Meksyk                                         | Katar                                          | WKS                                            |                                                |
| 2022                                           | Argentyna                                      |                                                |                                                |                                                |                                                |                                                |                                                |
| 2021                                           |                                                |                                                | Argentyna                                      | USA                                            |                                                | Senegal                                        |                                                |
| 2020                                           |                                                | Włochy                                         |                                                |                                                |                                                |                                                |                                                |
| 2019                                           |                                                |                                                | Brazylia                                       | Meksyk                                         | Katar                                          | Algieria                                       |                                                |
| 2018                                           | Francja                                        |                                                |                                                |                                                |                                                |                                                |                                                |
| 2017                                           |                                                |                                                |                                                | USA                                            |                                                | Kamerun                                        |                                                |
| 2016                                           |                                                | Portugalia                                     | Chile                                          |                                                |                                                |                                                | Nowa Zelandia                                  |
| 2015                                           |                                                |                                                | Chile                                          | Meksyk                                         | Australia                                      | WKS                                            |                                                |
| 2014                                           | Niemcy                                         |                                                |                                                |                                                |                                                |                                                |                                                |
| 2013                                           |                                                |                                                |                                                | USA                                            |                                                | Nigeria                                        |                                                |
| 2012                                           |                                                | Hiszpania                                      |                                                |                                                |                                                | Zambia                                         | Tahiti                                         |
| 2011                                           |                                                |                                                | Urugwaj                                        | Meksyk                                         | Japonia                                        |                                                |                                                |
| 2010                                           | Hiszpania                                      |                                                |                                                |                                                |                                                | Egipt                                          |                                                |
| 2009                                           |                                                |                                                |                                                | Meksyk                                         |                                                |                                                |                                                |
| 2008                                           |                                                | Hiszpania                                      |                                                |                                                |                                                | Egipt                                          | Nowa Zelandia                                  |
| 2007                                           |                                                |                                                | Brazylia                                       | USA                                            | Irak                                           |                                                |                                                |
| 2006                                           | Włochy                                         |                                                |                                                |                                                |                                                | Egipt                                          |                                                |
| 2005                                           |                                                |                                                |                                                | USA                                            |                                                |                                                |                                                |
| 2004                                           |                                                | Grecja                                         | Brazylia                                       |                                                | Japonia                                        | Tunezja                                        | Australia                                      |
| 2003                                           |                                                |                                                |                                                | Meksyk                                         |                                                |                                                |                                                |
| 2002                                           | Brazylia                                       |                                                |                                                | USA                                            |                                                | Kamerun                                        | Nowa Zelandia                                  |
| 2001                                           |                                                |                                                | Kolumbia                                       |                                                |                                                |                                                |                                                |
| 2000                                           |                                                | Francja                                        |                                                | Kanada                                         | Japonia                                        | Kamerun                                        | Australia                                      |
| 1999                                           |                                                |                                                | Brazylia                                       |                                                |                                                |                                                |                                                |
| 1998                                           | Francja                                        |                                                |                                                | Meksyk                                         |                                                | Egipt                                          | Nowa Zelandia                                  |
| 1997                                           |                                                |                                                | Brazylia                                       |                                                |                                                |                                                |                                                |
| 1996                                           |                                                | Niemcy                                         |                                                | Meksyk                                         | Arabia S.                                      | RPA                                            | Australia                                      |
| 1995                                           |                                                |                                                | Urugwaj                                        |                                                |                                                |                                                |                                                |
| 1994                                           | Brazylia                                       |                                                |                                                |                                                |                                                | Nigeria                                        |                                                |
| 1993                                           |                                                |                                                | Argentyna                                      | Meksyk                                         |                                                |                                                |                                                |
| 1992                                           |                                                | Dania                                          |                                                |                                                | Japonia                                        | WKS                                            |                                                |
| 1991                                           |                                                |                                                | Argentyna                                      | USA                                            |                                                |                                                |                                                |
| 1990                                           | RFN                                            |                                                |                                                |                                                |                                                | Algieria                                       |                                                |
| 1989                                           |                                                |                                                | Brazylia                                       |                                                |                                                |                                                |                                                |
| 1988                                           |                                                | Holandia                                       |                                                |                                                | Arabia S.                                      | Kamerun                                        |                                                |
| 1987                                           |                                                |                                                | Urugwaj                                        |                                                |                                                |                                                |                                                |
| 1986                                           | Argentyna                                      |                                                |                                                |                                                |                                                | Egipt                                          |                                                |
| 1985                                           |                                                |                                                |                                                |                                                |                                                |                                                |                                                |
| 1984                                           |                                                | Francja                                        |                                                |                                                | Arabia S.                                      | Kamerun                                        |                                                |
| 1983                                           |                                                |                                                | Urugwaj                                        |                                                |                                                |                                                |                                                |
| 1982                                           | Włochy                                         |                                                |                                                |                                                |                                                | Ghana                                          |                                                |
| 1981                                           |                                                |                                                |                                                |                                                |                                                |                                                |                                                |
| 1980                                           |                                                | RFN                                            |                                                |                                                | Kuwejt                                         | Nigeria                                        | Australia                                      |
| 1979                                           |                                                |                                                | Paragwaj                                       |                                                |                                                |                                                |                                                |
| 1978                                           | Argentyna                                      |                                                |                                                |                                                |                                                | Ghana                                          |                                                |
| 1977                                           |                                                |                                                |                                                |                                                |                                                |                                                |                                                |
| 1976                                           |                                                | Czechosłowacja                                 |                                                |                                                | Iran                                           | Maroko                                         |                                                |
| 1975                                           |                                                |                                                | Peru                                           |                                                |                                                |                                                |                                                |
| 1974                                           | RFN                                            |                                                |                                                |                                                |                                                | Zair                                           |                                                |
| 1973                                           |                                                |                                                |                                                |                                                |                                                |                                                | Nowa Zelandia                                  |
| 1972                                           |                                                | RFN                                            |                                                |                                                | Iran                                           | Kongo                                          |                                                |
| 1971                                           |                                                |                                                |                                                |                                                |                                                |                                                |                                                |
| 1970                                           | Brazylia                                       |                                                |                                                |                                                |                                                | Sudan                                          |                                                |
| 1969                                           |                                                |                                                |                                                |                                                |                                                |                                                |                                                |
| 1968                                           |                                                | Włochy                                         |                                                |                                                | Iran                                           | DR Kongo                                       |                                                |
| 1967                                           |                                                |                                                | Urugwaj                                        |                                                |                                                |                                                |                                                |
| 1966                                           | Anglia                                         |                                                |                                                |                                                |                                                |                                                |                                                |
| 1965                                           |                                                |                                                |                                                |                                                |                                                | Ghana                                          |                                                |
| 1964                                           |                                                | Hiszpania                                      |                                                |                                                | Izrael                                         |                                                |                                                |
| 1963                                           |                                                |                                                | Boliwia                                        |                                                |                                                | Ghana                                          |                                                |
| 1962                                           | Brazylia                                       |                                                |                                                |                                                |                                                | Etiopia                                        |                                                |
| 1961                                           |                                                |                                                |                                                |                                                |                                                |                                                |                                                |
| 1960                                           |                                                | ZSRR                                           |                                                |                                                | Korea Płd.                                     |                                                |                                                |
| 1959                                           |                                                |                                                | Argentyna                                      |                                                |                                                | Egipt                                          |                                                |
| 1958                                           | Brazylia                                       |                                                |                                                |                                                |                                                |                                                |                                                |
| 1957                                           |                                                |                                                | Argentyna                                      |                                                |                                                | Egipt                                          |                                                |
| 1956                                           |                                                |                                                | Urugwaj                                        |                                                | Korea Płd.                                     |                                                |                                                |
| 1955                                           |                                                |                                                | Argentyna                                      |                                                |                                                |                                                |                                                |
| 1954                                           | RFN                                            |                                                |                                                |                                                |                                                |                                                |                                                |
| 1953                                           |                                                |                                                | Paragwaj                                       |                                                |                                                |                                                |                                                |
| 1952                                           |                                                |                                                |                                                |                                                |                                                |                                                |                                                |
| 1951                                           |                                                |                                                |                                                |                                                |                                                |                                                |                                                |
| 1950                                           | Urugwaj                                        |                                                |                                                |                                                |                                                |                                                |                                                |
| 1949                                           |                                                |                                                | Brazylia                                       |                                                |                                                |                                                |                                                |
| 1948                                           |                                                |                                                |                                                |                                                |                                                |                                                |                                                |
| 1947                                           |                                                |                                                | Argentyna                                      |                                                |                                                |                                                |                                                |
| 1946                                           |                                                |                                                | Argentyna                                      |                                                |                                                |                                                |                                                |
| 1945                                           |                                                |                                                | Argentyna                                      |                                                |                                                |                                                |                                                |
| 1944                                           |                                                |                                                |                                                |                                                |                                                |                                                |                                                |
| 1943                                           |                                                |                                                |                                                |                                                |                                                |                                                |                                                |
| 1942                                           |                                                |                                                | Urugwaj                                        |                                                |                                                |                                                |                                                |
| 1941                                           |                                                |                                                | Argentyna                                      |                                                |                                                |                                                |                                                |
| 1940                                           |                                                |                                                |                                                |                                                |                                                |                                                |                                                |
| 1939                                           |                                                |                                                | Peru                                           |                                                |                                                |                                                |                                                |
| 1938                                           | Włochy                                         |                                                |                                                |                                                |                                                |                                                |                                                |
| 1937                                           |                                                |                                                | Argentyna                                      |                                                |                                                |                                                |                                                |
| 1936                                           |                                                |                                                |                                                |                                                |                                                |                                                |                                                |
| 1935                                           |                                                |                                                | Urugwaj                                        |                                                |                                                |                                                |                                                |
| 1934                                           | Włochy                                         |                                                |                                                |                                                |                                                |                                                |                                                |
| 1933                                           |                                                |                                                |                                                |                                                |                                                |                                                |                                                |
| 1932                                           |                                                |                                                |                                                |                                                |                                                |                                                |                                                |
| 1931                                           |                                                |                                                |                                                |                                                |                                                |                                                |                                                |
| 1930                                           | Urugwaj                                        |                                                |                                                |                                                |                                                |                                                |                                                |
| 1929                                           |                                                |                                                | Argentyna                                      |                                                |                                                |                                                |                                                |
| 1928                                           |                                                |                                                |                                                |                                                |                                                |                                                |                                                |
| 1927                                           |                                                |                                                | Argentyna                                      |                                                |                                                |                                                |                                                |
| 1926                                           |                                                |                                                | Urugwaj                                        |                                                |                                                |                                                |                                                |
| 1925                                           |                                                |                                                | Argentyna                                      |                                                |                                                |                                                |                                                |
| 1924                                           |                                                |                                                | Urugwaj                                        |                                                |                                                |                                                |                                                |
| 1923                                           |                                                |                                                | Urugwaj                                        |                                                |                                                |                                                |                                                |
| 1922                                           |                                                |                                                | Brazylia                                       |                                                |                                                |                                                |                                                |
| 1921                                           |                                                |                                                | Argentyna                                      |                                                |                                                |                                                |                                                |
| 1920                                           |                                                |                                                | Urugwaj                                        |                                                |                                                |                                                |                                                |
| 1919                                           |                                                |                                                | Brazylia                                       |                                                |                                                |                                                |                                                |
| 1918                                           |                                                |                                                |                                                |                                                |                                                |                                                |                                                |
| 1917                                           |                                                |                                                | Urugwaj                                        |                                                |                                                |                                                |                                                |
| 1916                                           |                                                |                                                | Urugwaj                                        |                                                |                                                |                                                |                                                |

## Europa

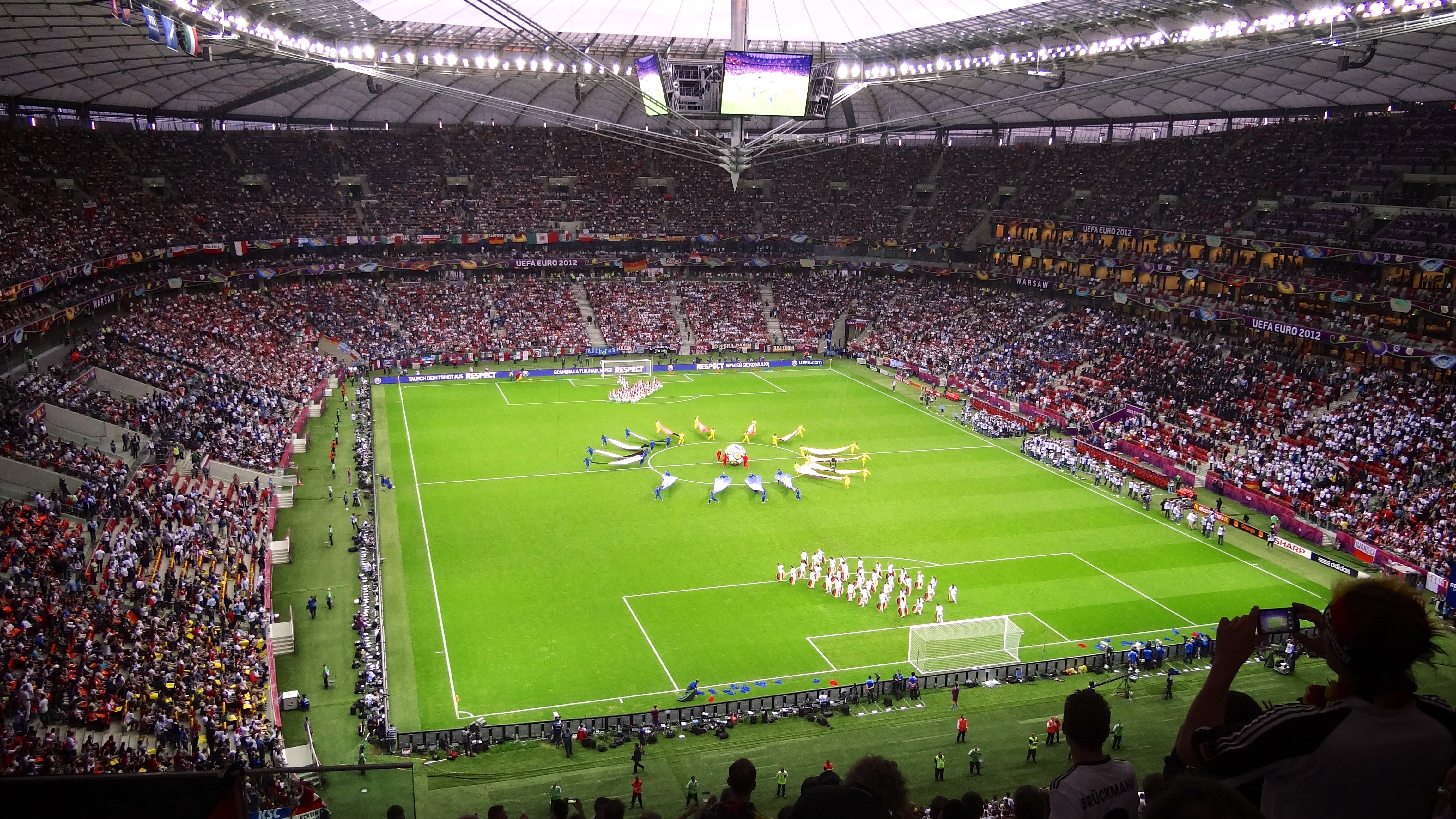
Mecz Niemcy – Włochy na Stadionie Narodowym podczas mistrzostw Europy

Federacją zrzeszającą europejskie związki piłkarskie jest Unia Europejskich Związków Piłkarskich Piłki Nożnej (UEFA). Organizacja została założona w 1954 w Bazylei. Obecnie zrzesza 54 związki piłkarskie. UEFA jest organizatorem europejskich pucharów (Liga Mistrzów UEFA, Liga Europy UEFA, Liga Konferencji Europy UEFA, Superpuchar Europy UEFA) oraz organizuje mistrzostwa Europy.
Klubowe rozgrywki międzynarodoweNajważniejszym klubowym turniejem piłki nożnej w Europie jest Liga Mistrzów UEFA. Biorą w niej udział najlepsze drużyny Europy. Turniej jest organizowany przez UEFA i stanowi kontynuację Pucharu Klubowych Mistrzów Europy (utrzymując oficjalnie obie nazwy). Liga Europy UEFA to cykliczne rozgrywki piłkarskie, organizowane przez Europejską Federację Piłkarską jako kontynuacja Pucharu UEFA, w których biorą udział zespoły piłkarskie, zajmujące czołowe lokaty w narodowych rozgrywkach piłkarskich najwyższego szczebla, z wyłączeniem drużyn biorących udział w Lidze Mistrzów.
Rozgrywki reprezentacji narodowychNajważniejszymi rozgrywkami reprezentacji narodowych Europy są mistrzostwa Europy w piłce nożnej. Odbywają się co 4 lata i poprzedzone są eliminacjami toczącymi się w grupach. Pierwsze mistrzostwa odbyły się w 1960 i wtedy były nazywane Puchar Narodów Europejskich później przemianowane do obecnej nazwy. W 2007 do turnieju, który odbył się w 2008 po raz pierwszy zakwalifikowała się reprezentacja Polski.
Krajowe rozgrywki ligowe i pucharoweW każdym kraju europejskim rozgrywane są rozgrywki ligowe, gdzie wyłaniany jest mistrz kraju oraz rozgrywki pucharowe (m.in. rozgrywki o puchar kraju, puchar ligi i superpuchar kraju). Sezon piłkarski w Europie trwa od lipca lub sierpnia do maja lub czerwca (w krajach o systemie jesień-wiosna) i od marca lub kwietnia do listopada lub grudnia (w krajach o systemie wiosna-jesień). Organizator rozgrywek ligowych (krajowy związek piłkarski lub podmiot niezależny od niego) nie ogłasza oficjalnego zdobywcy tytułu mistrza kraju w piłce nożnej do momentu zakończenia ostatniej kolejki ligowej w sezonie. Zespół może zapewnić sobie to trofeum wcześniej, uzyskując taką przewagę nad pozostałymi zespołami, że nie mają oni możliwości uzyskania wystarczającej liczby punktów, aby go wyprzedzić, nawet w sytuacji gdyby zespół nie zdobył punktów (czyli przegrywając dalsze mecze) do końca sezonu. W przypadku równej ilości punktów o miejscu w tabeli mogą decydować takie czynniki jak bezpośrednie mecze pomiędzy zainteresowanymi drużynami lub różnica bramek zdobytych a straconych.
Jednocześnie dwa razy w roku otwarte jest tzw. okno transferowe, czyli możliwość transferów piłkarzy do innych klubów. Wyróżnia się dwa okna transferowe: letnie (najczęściej od 1 lipca do 31 sierpnia) i zimowe (najczęściej od 1 do 31 stycznia).

## Ameryka Południowa
CONMEBOL (Confédéración Sudaméricana de Fútbol) – południowoamerykańska konfederacja piłki nożnej, powstała 9 lipca 1916.
Rozgrywki organizowane przez CONMEBOL:
- eliminacje FIFA World Cup w Ameryce Południowej (Eliminatorias al Mundial),
- Copa América (mistrzostwa Ameryki Południowej),
- Copa Libertadores,
- Copa Sudamericana,
- Recopa Sudamericana,
- turnieje przedolimpijskie (Preolímpico Sub-23),
- turnieje juniorów (Sudamericano Sub-20, Sudamericano Sub-17, Sudamericano Sub-15),
- turnieje kobiet (Sudamericano Femenino, Sudamericano Femenino Sub-20),
- turnieje futsalu (Copa América/Sudamericano de Futsal).

## Ameryka Północna
Stany Zjednoczone:

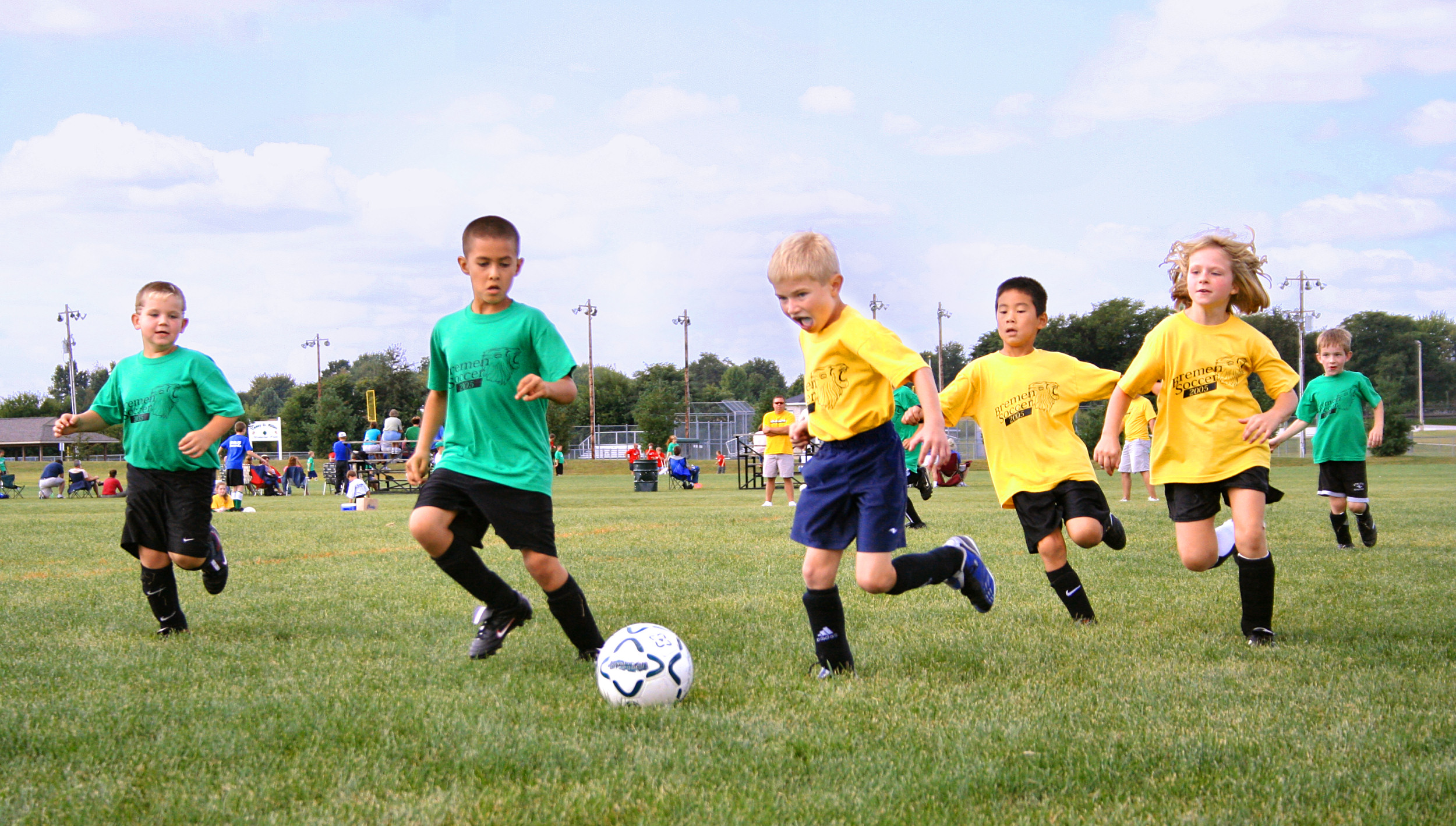
Dzieci grające w piłkę nożną w amerykańskim stanie Indiana

W USA piłka nożna, zwana tam soccer, nie należy do najpopularniejszych sportów i zdecydowanie ustępuje pod względem liczby przychodzących na spotkania kibiców takim dyscyplinom, jak hokej na lodzie, koszykówka, baseball czy futbol amerykański. Niemniej jednak dyscyplina ta jest uprawiana tam od bardzo dawna, a już od lat 80 XIX wieku męska reprezentacja USA rozgrywała pierwsze, nieoficjalne jeszcze mecze.
Pierwszy raz wystąpiła w finałach mistrzostw świata już w pierwszej edycji tej imprezy, w 1930, gdzie udało się jej awansować do półfinału. 20 lat później, podczas finałów w Brazylii, trafiła na Anglię, którą – choć określona przez Wyspiarzy jako reprezentacja jednej z dwóch nacji, obok Eskimosów, nie umiejących grać w piłkę nożną – pokonała 1:0.
W ciągu następnych 36 lat US-Team (zwany też The Stars & Stripes) nie potrafił się zakwalifikować do Finałów. W tym okresie wiele dla popularyzacji piłki nożnej w USA uczynił nieistniejący już klub New York Cosmos, który – będąc własnością wytwórni Warner Bros. i mogąc korzystać z jej zasobów finansowych – sprowadził wielu legendarnych, ale niemłodych piłkarzy europejskich i południowoamerykańskich, jak na przykład Pelé, Franz Beckenbauer, Johan Neeskens. Ci między innymi zawodnicy pomogli występującej w North American Soccer League drużynie z Nowego Jorku zdobyć 4 tytuły mistrzowskie i dwa wicemistrzostwa.
Przełamanie złej passy męskiej reprezentacji nastąpiło w 1990, ale podczas włoskich finałów Amerykanie przegrali wszystkie mecze. Poprawa nastąpiła 4 lata później – wówczas, na własnych boiskach, reprezentacja Stanów Zjednoczonych zaprezentowała się poprawnie, odpadając w 1/8 finału po przegranej 0:1 z Brazylią, późniejszym mistrzem. MŚ w 1998 znów przyniosły trzy porażki (w tym w pełnym politycznych podtekstów meczu z Iranem), ale już finały w Korei Południowej i Japonii zakończyły się dla US-Teamu aż w ćwierćfinale. Także do finałów w 2006 Amerykanie zakwalifikowali się.
Szefowie United States Soccer Federation i selekcjoner Bruce Arena deklarują, że reprezentacja USA czynić będzie takie postępy, iż w 2010 będzie jednym z faworytów do zdobycia tytułu mistrzowskiego. Ma w tym pomóc coraz lepsza organizacja i podnoszący się poziom Major League Soccer, istniejącej od 1996 amerykańskiej ligi piłkarskiej.
Zdecydowanie lepiej prezentują się wyniki amerykańskiej reprezentacji kobiet. We wszystkich pięciu dotychczasowych edycjach mistrzostw świata kobiet Amerykanki zdobywały medal – dwukrotnie złoty i trzykrotnie brązowy.

## Piłka nożna na igrzyskach olimpijskich

### Piłka nożna mężczyzn

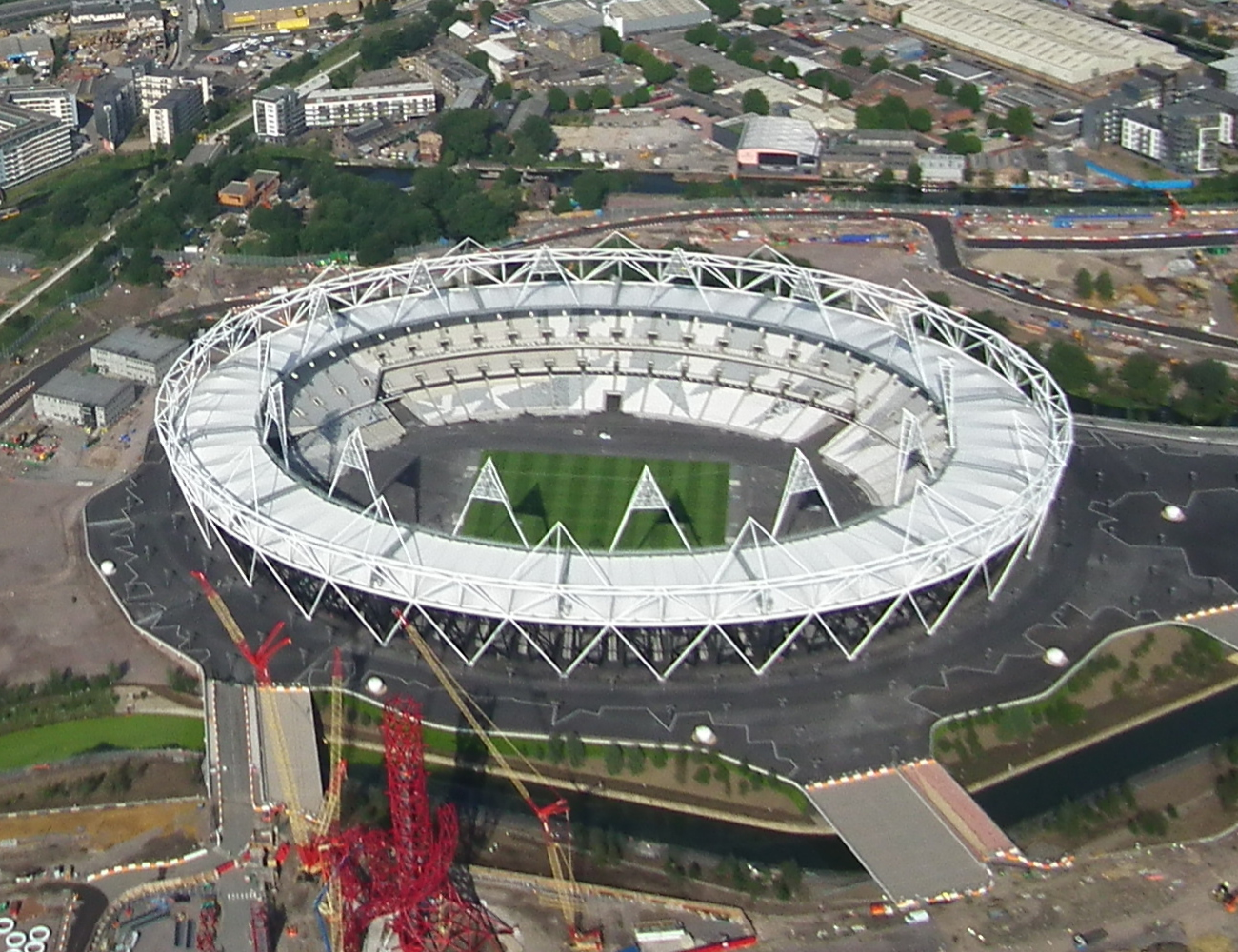
Stadion Olimpijski w Londynie – arena igrzysk olimpijskich w 2012

Do kanonu dyscyplin olimpijskich piłka nożna weszła w 1900 i (z krótkimi przerwami) jest w nim do dziś. Wystartowały wówczas tylko trzy reprezentacje. Dodatkowo uznano je za reprezentacje „klubowe” i rozgrywki zdegradowano do rangi zawodów pokazowych, nie przyznając medali – dziś jednak MKOl honoruje te wyniki i kraje, z których wywodziły się zgłoszone drużyny figurują w oficjalnym katalogu medalowym. W 1904 do turnieju piłkarskiego przystąpiły niezależne drużyny, które reprezentowały równocześnie swoje państwa, przy czym z każdego kraju mogła przystąpić więcej, niż jedna drużyna (tym samym USA ma przypisany zarówno srebrny, jak i brązowy medal). Rozgrywki piłkarskie przypominały więc formułą dyscypliny indywidualne.
Dopiero w 1908 zorganizowano turniej piłkarski we współczesnym kształcie, tj. z reprezentacjami narodowymi. Początkowo prestiż imprezy był duży, jednak drastycznie zmniejszył się od czasu zainaugurowania mistrzostw świata w piłce nożnej (1930), a potem w latach „olimpijskich” mistrzostw Europy (od 1960).
Ranga imprezy zaczęła spadać jeszcze bardziej wraz z profesjonalizacją piłki nożnej, gdyż amatorski charakter igrzysk nie dopuszczał do rozgrywek zawodowych piłkarzy. Promowało to kraje tzw. realnego socjalizmu, w których formalnie nie istniał zawód piłkarza. Zawodnicy oficjalnie byli pracownikami resortu, który sprawował patronat nad ich klubem (np. górnikami, żołnierzami), jednak w praktyce źródłem ich utrzymania był sport. Złożone z takich piłkarzy reprezentacje olimpijskie były więc de facto pierwszymi reprezentacjami narodowymi. Stało się to przyczyną dominacji państw bloku socjalistycznego, które (z wyjątkiem zbojkotowanych przez większość z nich igrzysk w 1984) zdobyły wszystkie piłkarskie złota olimpijskie w latach 1952–1988, z reguły przejmując także medale pozostałych kolorów.
W 1992 zniesiono kryterium amatorstwa, wprowadzając w jego miejsce cenzus wiekowy. Od tego czasu w turnieju olimpijskim występować mogą piłkarze do lat 23. Kwalifikację do igrzysk stanowią tym samym mistrzostwa kontynentalne reprezentacji młodzieżowych. System ten promuje kraje o cieplejszym klimacie, w których procesy dojrzewania zachodzą szybciej (w przypadku państw afrykańskich w grę wchodzą także niepewne metryki).
W celu uatrakcyjnienia mało popularnych rozgrywek olimpijskich, Międzynarodowy Komitet Olimpijski zawarł kilka lat później kompromis z FIFA, na mocy którego w kadrze olimpijskiej oprócz młodzieżowców może znaleźć się trzech piłkarzy starszych, jednak tylko pod warunkiem zgody klubu macierzystego. Piłka nożna na igrzyskach olimpijskich nadal jednak cieszy się rangą znacznie niższą, niż mistrzostwa świata i mistrzostwa kontynentalne. Rozgrywki te (w przeciwieństwie do eliminacji i finałów mistrzostw oraz oficjalnych meczów towarzyskich) nie są zapisane w oficjalnym kalendarzu FIFA, przez co kluby nie mają obowiązku zwalniania zawodników na imprezę. Wiąże się to też z tym, że turniej olimpijski pokrywa się w większości krajów z sezonem piłkarskim, przez co kluby nie chcą tracić zawodników w trakcie rozgrywek ligowych. Próby podniesienia rangi turniejów olimpijskich blokowane są przez FIFA oraz federacje kontynentalne (przede wszystkim UEFA), według których mógłby on stanowić zbyt silną konkurencję prestiżową i finansową dla organizowanych przez nie rozgrywek międzypaństwowych. Tym samym w piłce nożnej, w przeciwieństwie do większości dyscyplin sportowych, igrzyska olimpijskie nie stanowią i prawdopodobnie nie będą stanowić w najbliższym czasie najważniejszej imprezy.
Mecze turniejów olimpijskich to odrębne rozgrywki i nie są one oficjalnymi meczami pierwszych reprezentacji narodowych. W myśl zasady, że mecz oficjalny to ten, w którym obie reprezentacje uznają drużynę za swoją kadrę A, wyjątek od tej reguły stanowią wyłącznie mecze pomiędzy drużynami z bloku komunistycznego w okresie tzw. realnego socjalizmu (jednakowoż w katalogu FIFA mają one tylko status oficjalnych meczów towarzyskich). Przez wiele lat w krajach bloku wschodniego opinia publiczna nie zdawała sobie z tego sprawy, a władze i podległe im media z przyczyn propagandowych nie wyprowadzały jej z tego błędu. Po latach wywoływało to liczne reperkusje. M.in. polski piłkarz Kazimierz Deyna, któremu przez wiele lat powszechnie przypisywano 102 oficjalne występy w kadrze narodowej, w rzeczywistości miał ich – jak wykazała weryfikacja – 97.
W ostatnich latach zauważa się poważniejsze traktowanie futbolu olimpijskiego przez niektóre federacje piłkarskie (np. argentyńską), a także publicznie wyrażaną chęć udziału w igrzyskach przez niektórych słynnych piłkarzy (m.in. Ronaldinho, Leo Messi), trudno jednak stwierdzić, czy przerodzi się to w stałą tendencję.
Na finałach olimpijskiej piłki nożnej mężczyzn, ten sport jest realizowany według zasad fazy pucharowej. Mecz trwa 90 minut (2 połowy, każda trwa po 45 minut + ewentualne doliczenie), w przypadku remisu 30-minutowa dogrywka (2 połowy, każda po 15 minut + tak jak w regulaminowych połowach – sędzia może doliczyć), a jeśli dalej jest remis – stosuje się rzuty karne. Tak się stało m.in. na meczu olimpijskim Brazylia-Niemcy podczas letnich igrzysk w Rio De Janeiro 2016. Wynik w dwóch regulaminowych połowach i dogrywce wyniósł 1:1. Po rzutach karnych wygrała Brazylia 5:4.

### Piłka nożna kobiet
Od 1996 dyscypliną olimpijską jest także piłka nożna kobiet. W tej kategorii nie obowiązują ograniczenia wiekowe.